# Scaptius neritosia
Scaptius neritosia là một loài bướm đêm thuộc phân họ Arctiinae, họ Erebidae.